# Dentifibula spinosa
Dentifibula spinosa är en tvåvingeart som först beskrevs av Grover 1965.  Dentifibula spinosa ingår i släktet Dentifibula och familjen gallmyggor. Inga underarter finns listade i Catalogue of Life.